# 維多利亞運動場 (墨西哥)
維多利亞運動場（西班牙語：Estadio Victoria）是一座位於墨西哥阿瓜斯卡連特斯州首府阿瓜斯卡连特斯的多用途運動場，現主要用作足球賽事，自2003年起為墨西哥足球超級聯賽球會的主場。

運動場於2003年啟用，設有23,000個座位，並以墨西哥大型的釀酒公司莫德洛集團旗下的啤酒品牌命名。

## 曾舉辦演唱會
- Maná - 2003年12月7日[4]及2008年2月24日[5]
- 路爾斯·米格爾 - 2006年3月21日[6]
- - 2007年5月11日[7]